# Новочервоненська сільська рада
| Новочервоненська сільська рада — колишній орган місцевого самоврядування у Троїцькому районі Луганської області з адміністративним центром у с. Новочервоне. Історична дата утворення: в 1917 році. Водоймища на території, підпорядкованій даній раді: річка Красна. Сільській раді підпорядковані населені пункти: - с. Новочервоне |

## Склад ради
Рада складається з 14 депутатів та голови.

### Керівний склад ради
| ПІБ                          | Основні відомості                                                                  | Дата обрання | Дата звільнення |
| ---------------------------- | ---------------------------------------------------------------------------------- | ------------ | --------------- |
| Гайворонський Іван Федорович | Сільський голова, 1948 року народження, освіта, член Соціалістичної партії України | 26.03.2006   | 31.10.2010      |
| Мамєдова Євгенія Михайлівна  | Сільський голова, 1962 року народження, освіта вища, член Партії регіонів          | 31.10.2010   |                 |

Примітка: таблиця складена за даними джерела